# Książka telefoniczna

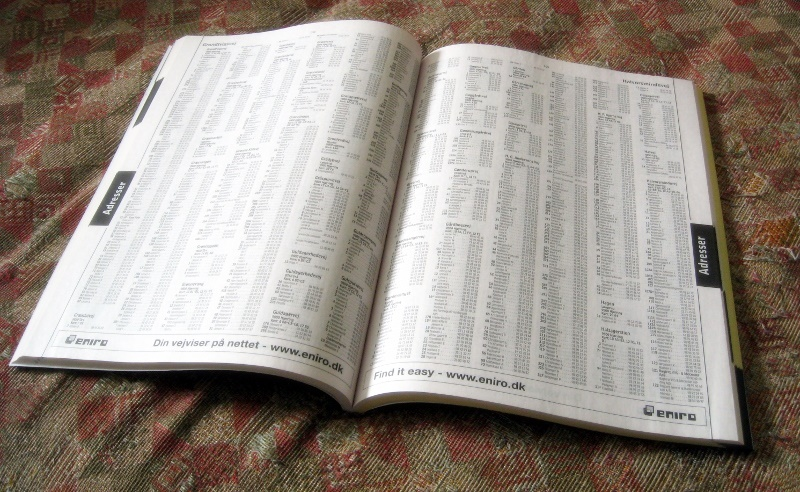
Książka telefoniczna

Książka telefoniczna – spis abonentów wraz z numerami telefonów, posortowany zazwyczaj alfabetycznie albo tematycznie. 
Pierwszą książkę telefoniczną opublikowała kompania telefoniczna okręgu New Haven w Stanach Zjednoczonych w 1878 r. Był to spis 50 nazwisk bez numerów telefonów, które wtedy jeszcze nie istniały. Do osoby na liście dzwoniło się poprzez podniesienie słuchawki telefonu i poproszenie operatora o połączenie z wybraną osobą znajdującą się w spisie.